# Kościół Matki Bożej Wspomożenia Wiernych w Kluczborku
Kościół Matki Bożej Wspomożenia Wiernych – rzymskokatolicki kościół parafialny znajdujący się w Kluczborku. Kościół należy do parafii Matki Bożej Wspomożenia Wiernych w Kluczborku w dekanacie Kluczbork, diecezji opolskiej. Dnia 30 września 2007 roku, pod numerem A-56/2007 obiekt został wpisany do rejestru zabytków województwa opolskiego.

## Historia kościoła

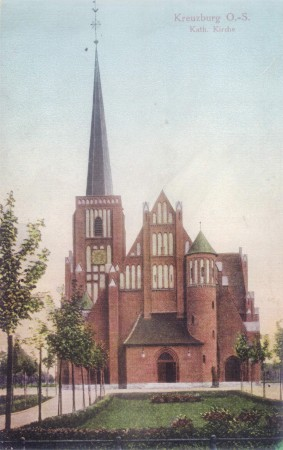
Widok historyczny około 1914 roku

Najstarszą świątynią w historii Kluczborka był zbudowany w średniowieczu drewniany kościółek pw. św. Trójcy. Zbudowano go poza murami miasta na tzw. Przedmieściu Polskim. W 1558 został przejęty przez protestantów, a w 1708 wrócił w ręce katolików.
Obecny kościół został wzniesiony w latach 1911–1913. Istniejący w XIX w. niewielki kościółek św. Piotra i św. Pawła (obecnie po przebudowach tzw. stary kościół służący katechizacji) stał się niewystarczający dla rozwijającej się parafii, liczącej wówczas 6500 wiernych. W 1929 kościół został wykupiony przez państwo na kaplicę, służącą pacjentom szpitala dla umysłowo chorych. Przez jakiś czas obiekt służył też celom świeckim, a ostatecznie stał się domem katechetycznym.
Po latach zabiegów budowę rozpoczął ks. Jan Moschek, będący proboszczem od 1897 roku. 24 maja 1910 wystawiono zezwolenie na budowę, a kościół otrzymał wezwanie Matki Bożej Wspomożenia Wiernych.
Projekt budowli jak i jej wnętrza został opracowany w Ministerstwie Robót Publicznych w Berlinie, w wydziale budowy obiektów kościelnych prowadzonym przez radcę budowlanego Hossfelda. Kierownictwo budowy prowadzonej przez firmę Skaletz, objął Karol Schablik. Finansowo wspierał właściciel ziemski ze Smard, Preiss, którego rodzinny grobowiec znajduje się na cmentarzu parafialnym.
Budowę rozpoczęto w listopadzie 1910 roku, pod koniec 1911 dach przykryto dachówką, a 25-metrową wieżę blachą miedzianą. Blacha została zdjęta w 1943 i przeznaczona na cele wojenne. Zimą 1911/1912 rozpoczęto urządzanie wnętrza kościoła.
1 czerwca 1913 kardynał Jerzy Kopp z Wrocławia konsekrował świątynię. W tym dniu mieszkaniec Kluczborka, kupiec Kuder ofiarował monstrancję.
W 2004 do świątyni sprowadzono relikwie świętej Faustyny, a dwa lata później relikwie świętego Zygmunta Gorazdowskiego. Inicjatorem tych wydarzeń był ówczesny proboszcz Piotr Bekierz.

## Architektura i wyposażenie

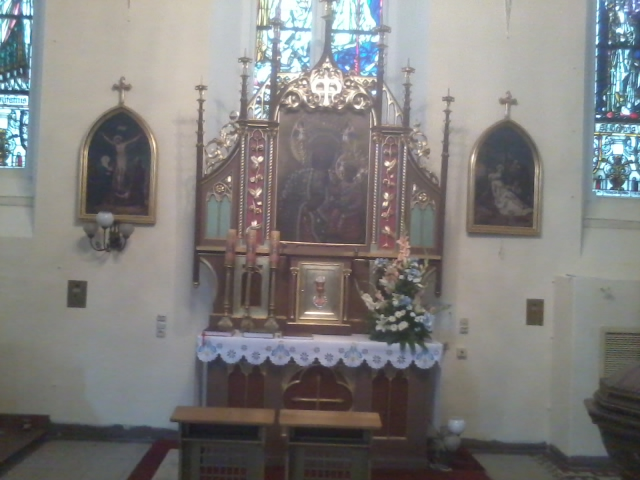
Ołtarz boczny z lewej strony prezbiterium

Budowla w stylu neogotyckim, drewniane wyposażenie wykonali stolarze z Żórawiny Wrocławskiej. Środkowa część ołtarza głównego, w formie tryptyku. Ołtarz główny z bogatą ornamentyką snycerską oraz ambona powstały w pracowni artysty Schreinera w Monachium. Centralne pole zajmuje zespół rzeźb wyobrażających Matkę Bożą z Dzieciątkiem oraz dwoma aniołami, które unoszą koronę nad głową Marii. Ruchome skrzydła tryptyku pokrywają płaskorzeźby przedstawiające sceny z życia Matki Bożej. Ołtarze boczne są dziełem rzeźbiarza Frilhase z Erfurtu, a witraże pochodzą z warsztatu Linnemana z Frankfurtu nad Menem.

## Dzwony

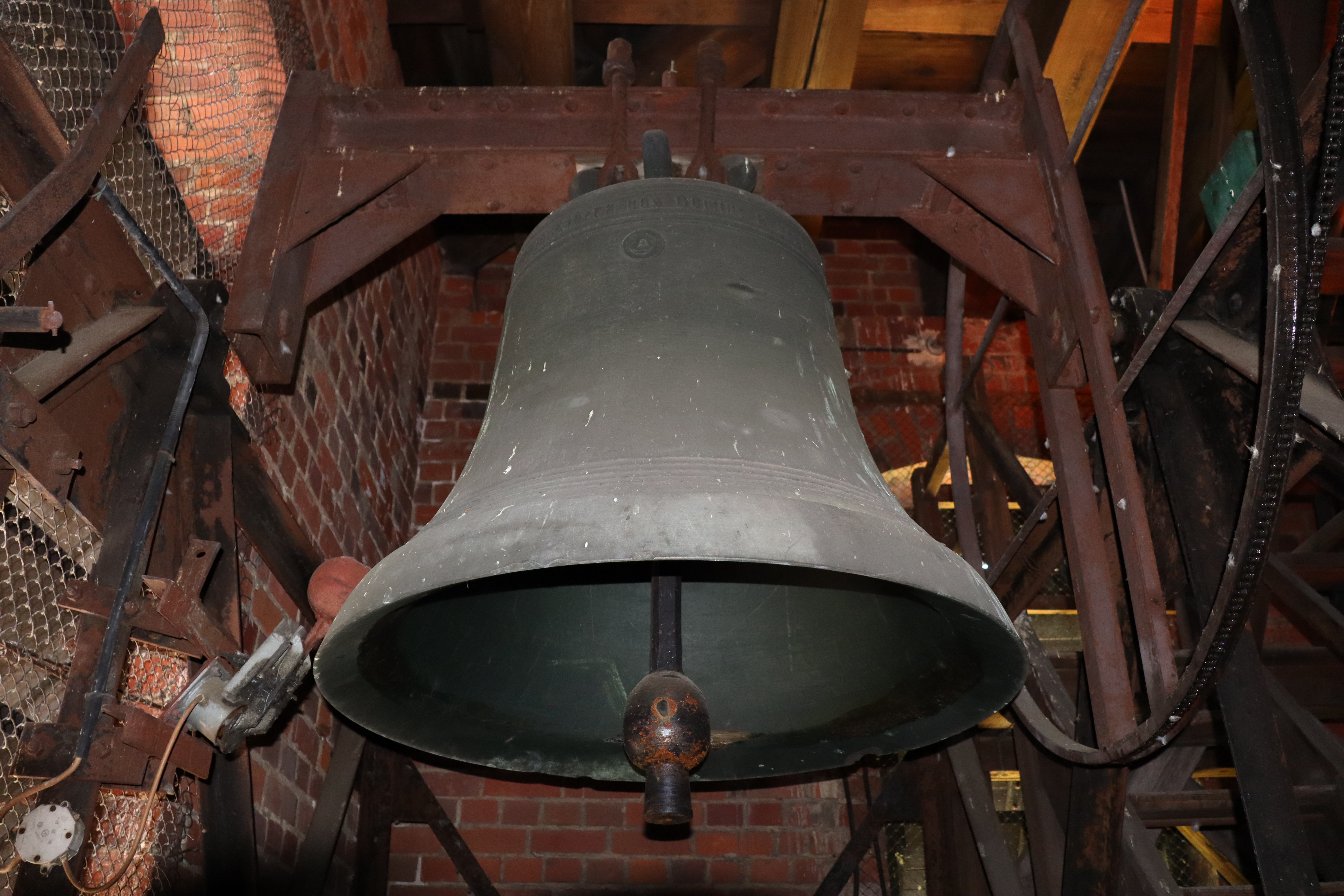
Duży dzwon (2021)

Na kościelnej wieży wiszą obecnie 3 dzwony. Podczas trwania II wojny światowej dwa z trzech dzwonów z 1911 roku zostały zarekwirowane. Na wieży pozostał jeden z nich, który bije obecnie z dwoma mniejszymi instrumentami z 1978 roku.
|              | Imię            | Waga    | Ton uderzeniowy | Średnica | Rok odlania | Odlewnia                         |
| ------------ | --------------- | ------- | --------------- | -------- | ----------- | -------------------------------- |
| Mały dzwon   | św. Maksymilian | ~250 kg | cis"            | ~73 cm   | 1978        | Śląska Odlewnia Dzwonów, Wrocław |
| Średni dzwon | św. Zygmunt     | ~370 kg | h'              | ~84 cm   | 1978        | Śląska Odlewnia Dzwonów, Wrocław |
| Duży dzwon   | Maria           | ~800 kg | g'(+)           | ~109 cm  | 1911        | Glockengießerei Otto, Brema      |

## Organy

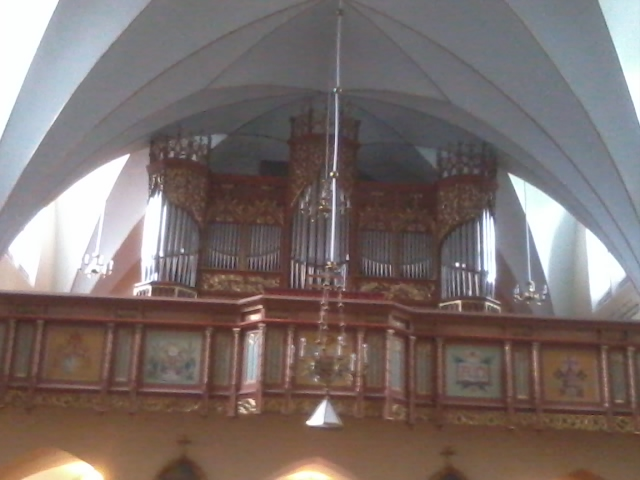
Organy

Organy wybudowała firma Sauer z Frankfurtu nad Odrą. Zostały zbudowane w 1912 roku, a od 1913 roku służą wiernym gromadzącym się na mszach i nabożeństwach. Gruntowny remont w latach 1998-2001 wykonała firma Vladimira Grygara z Prościejowa (Czechy). Instrument posiada trakturę pneumatyczną i wiatrownice upustowe. Umieszczony jest na emporze; prospekt organowy neogotycki, ozdobiony motywem floralnym. Kontuar zwrócony jest w kierunku ołtarza.
Dyspozycja instrumentu:
| Manuał I          | Manuał II              | Pedał            |
| ----------------- | ---------------------- | ---------------- |
| 1. Bordun 16'     | 1. Gedackt 16'         | 1. Ged. Bass 16' |
| 2. Principal 8'   | 2. Vox celeste 8'      | 2. Subbass 16'   |
| 3. Gamba 8'       | 3. Aeoline 8'          | 3. Violon 16'    |
| 4. Koncert fl. 8' | 4. Salicional 8'       | 4. Posaune 16'   |
| 5. Gedackt 8'     | 5. Quintatoen 8'       | 5. Cello 8'      |
| 6. Dulciana 8'    | 6. Fl.Harm. 8'         | 6. Octave 8'     |
| 7. Trompete 8'    | 7. Principal 8'        | 7. Octave 4'     |
| 8. Rohrfl. 4'     | 8. Clarinette 8'       |                  |
| 9. Octave 4'      | 9. Zartfl. 4'          |                  |
| 10. Octave 2'     | 10. Traversfl. 4'      |                  |
| 11. Quinte 2 2/3  | 11. Fugara 4'          |                  |
| 12. Mixtur 4 fach | 12. Piccolo 2'         |                  |
|                   | 13. Harm. Aeth. 3 fach |                  |